# ジャン・パトリ
ジャン・パトリ（フランス語: Jean Patry, 1996年12月27日 - ）は、フランスの男子バレーボール選手。

## 来歴
フランス代表オポジットとして活躍。2020年より石川祐希と共にイタリア・セリエAのパワーバレー・ミラノでプレー。
2021年、フランス代表として2020年東京オリンピックに出場し、金メダルを獲得した。
2022年、ネーションズリーグでもフランスの優勝に貢献し、自身もベストオポジットを受賞した。

## 球歴
- フランス代表
  - オリンピック - 2020東京、2024パリ
  - 世界選手権 - 2018年
  - 欧州選手権 - 2017年、2019年、2021年
  - ネーションズリーグ - 2018年-

## 所属クラブ
- France Avenir 2024（2012-2014年）
- モンペリエHSC（2013-2019年）
- トップバレー・ラティーナ（2019-2020年）
- パワーバレー・ミラノ（2020-2023年）
- Jastrzębski Węgiel（2023-）

## 受賞歴
- 2022年 - ネーションズリーグ - ベストオポジット
- 2024年 - ネーションズリーグ - ベストオポジット